# 남거성
남거성(男居城)은 광개토왕릉비에 나오는 지명이다.

## 개요
남거성(男居城)은 광개토대왕의 고구려 군사가 400년(영락 10년) 신라의 구원 요청에 응하여 왜를 추격할 때 지나쳤던 성(城)이다.
| 원문: 十年庚子 敎遣步騎五萬住救新羅 從男居城 至新羅城 倭滿其中 官軍方至 倭賊退▨▨ 背急追 至任那加羅從拔城 城卽歸服 10년 경자(庚子)에 보병과 기병 5만을 보내 신라를 돕도록 하였다. 남거성(男居城)에서 신라성(新羅城)에 이르기까지 왜(倭)로 가득 차 있었다. 관군이 도착하니 왜적이 물러났고 (...) 뒤를 급히 쫓아 임나가라(任那加羅) 종발성(從拔城)에 이르니 성이 즉각 귀순하여 복속하였다. |
| --- |

표준국어대사전에 따르면 남거성은 삼국 시대 경기도 여주에 있던 고구려의 성이라고 하지만 추정의 근거는 찾기가 힘들다.
男居가 나무의 옛 우리말 '남그'를 표기했다고 유추하여 남거성(男居城)을 목도(木島)라 추정하는 견해도 있다. 삼국사기에 "일본왕이 박제상(朴堤上)을 목도(木島)에 유배시켜 죽였다"는 기록이 있다. 일본서기에는 "대마도에서 몰래 微叱旱岐(미사흔)을 신라로 도망가게 한 것이 발각되어 신라 사신 3인을 불태워 죽였다"는 기록이 있다. 일본에서는 대마도 북섬 미나토(溱)에 박제상 순국기념비를 세웠는데 이 곳은 대마도와 한반도의 거리가 가장 가까운 곳이다. 목도의 정확한 위치는 알려진 바 없는데, 일본에서는 대마도로 비정하였고 우리나라는 앞서 말한 경기도 여주 이외에도 남해안의 섬으로 보는 견해, 혹은 나무(木)를 뜻하는 일본어 き(ki)와의 발음 유사성을 근거로 북슈 연안의 이키섬(一支島)으로 보는 견해도 있다. 이키섬은 과거 이키국(一支國)이라 불렸다.
성(城)은 나라를 나타낼 때 흔히 사용되었으며 이외에도 한(韓), 가야(加耶), 가라(加羅), 국(國) 등이 쓰였다. 木을 뜻하는 우리말 '남그'는 흔히 '남'으로 발음되기 때문에 한자 南(남녘 남)으로 표기되기도 하였다. 그렇기에 일본서기 신공왕후 49년 "모두 탁순에 모여 신라를 쳐서 파하고 비자화본, 남가라, 록국, 안라, 다라, 탁순, 가라 7국을 평정하였다(俱集于卓淳 擊新羅而破之 因以平定 比自火本 南加羅 喙國 安羅 多羅 卓淳 加羅 七國)."는 기록에서 남가라(南加羅)를 남거성(男居城) 혹은 목도(木島)의 다른 표기로 해석하는 견해도 있다.

## 같이 보기
- 임나가라
- 종발성